# Velvet Assassin
Velvet Assassin (precedentemente noto come: Sabotage) è un videogioco stealth per Xbox 360, Microsoft Windows e macOS, commercializzato in Nord America il 28 aprile 2009.
Il giocatore prende il controllo di Violette Summer, una bellissima ma letale spia in missione oltre le linee nemiche senza supporto o sostegno da parte del governo britannico. Il gioco è ispirato alla vera storia del agente segreto e sabotatrice della seconda guerra mondiale Violette Szabo. il giocatore prenderà il ruolo di Violette Summer nel momento in cui andrà oltre le linee nemiche per arrestare la macchina da guerra tedesca.

## Trama
Nata a Dorset, Violette Summer è cresciuta in una famiglia felice, ed ha avuto una bella infanzia. Inizialmente, iniziò a lavorare in un salone di bellezza prima dell'inizio della guerra, che la convinse poi a spostarsi a Londra ed unirsi all'industria bellica. Non dovette aspettare troppo per essere notata dai Servizi Segreti; era bella, atletica e aveva grande attenzione per i dettagli. Fu solo una formalità quando fu reclutata dal MI6 durante le ore più buie della Gran Bretagna. Violette perse una zia durante uno dei primi bombardamenti della Luftwaffe inoltre, perse anche il marito, pilota della RAF in battaglia. Tuttavia, Summer era dotata di una forte personalità, è utilizzo queste dolorose esperienze per darle la volontà di continuare le sue missioni di spia per l'MI6.
Summer riuscì a compiere diverse missioni prima di venire gravemente ferita da un cecchino tedesco, in una missione per uccidere Kamm, un ufficiale dell'intelligence militare. In stato di coma in un ospedale in Francia, Violette rivive momenti chiave in una serie di flashback. Quindi la maggior parte del gioco prende luogo durante questi flashback. Le missioni includono far saltare un deposito di carburante sulla Linea Maginot, l'assassinio di un colonnello in una cattedrale di Parigi, il furto di documenti e la segnalazione di un bunker per sottomarini ai bombardieri alleati diretti ad Amburgo durante l'operazione Gomorrah, e il ritrovamento di tre agenti segreti a Varsavia. Nelle fogne di Varsavia, Violette trova una dei agenti, seriamente ferito (e lo riduce al silenzio) e un altro morto per avvelenamento da cianuro, ma il terzo agente viene catturato; muovendosi attraverso il ghetto di Varsavia, dove i residenti vengono continuamente puniti o uccisi, Violette raggiunge la prigione della Gestapo a Pawiak per poter dare il cianuro all'ultimo agente. Attraverso le sue memorie, nelle scene dell'ospedale, possono essere visti due uomini discutere se tenere Violette viva, e consegnarla alle SS, o ucciderla per salvarla dalle torture che avrebbe se catturata dai nazisti. La sua locazione viene però rivelata, Violette si sveglia dal coma per scoprire che i soldati nazisti stanno attaccando l'ospedale. Scappata dall'ospedale, Violette trova gli abitanti del villaggio uccisi dalla Brigata Dirlewanger, una brutale unità SS di detenuti, l'unità ha rinchiuso alcuni abitanti in una chiesa, e poi ha dato fuoco alla stessa. Violette prova a liberare i villaggeri, ma a causa della troppa emozione, collassa. Il comandante dell'unità tedesca viene rivelato essere Kamm, la cui faccia è per metà ustinata a causa del precedente tentativo di assassinio di Violette. Nei crediti finali, Violette viene mostrata con i suoi vestiti da ospedale in piedi su una scogliera mentre osserva un aereo tedesco.

## Modalità di gioco
Il gameplay è simile alla serie Splinter Cell della Ubisoft. Quando il gioco inizia, Violette viene vista dall'alto, giacendo in un letto d'ospedale dopo una missione andata male. Sono presenti siringhe di morfina sparse sul letto, e l'influsso di droghe nel suo organismo gli crea una serie di sogni che raccontano le sue passate missioni. Il giocatore deve nascondersi nelle ombre per evitare di farsi vedere. In quanto a gioco di base stealth, le luci hanno un ruolo importante. L'HUD dà al giocatore una silhouette di Violette che può essere in uno dei tre stati. Viola significa che è nascosta nell'oscurità ed è invisibile ai nemici. Bianco significa che è esposta alla luce, ma non ancora avvistata. Rossa significa che è stata avvistata e i nemici la stanno cercando. Se avvistata, potrà scegliere se combattere contro le guardie o scappare.
In alcune zone Violette avrà bisogno di maschere anti-gas per attraversare zone piene di gas velenoso.
Il gioco include anche una speciale modalità chiamata "modalità morfina".  Quando è attivata, Violette viene mostrata nei suoi vestiti d'ospedale con macchie di sangue sullo schermo. Per una quantità limitata di tempo, Violette potrà uccidere ogni guardia allertata e scappare. Il giocatore ha una quantità limitata di "modalità morfina". Il gioco occasionalmente fa uso di "travestimo furtivo" in cui Violette acquisisce una uniforme SS femminile, in punti predefiniti nel gioco. Quando Violette indossa l'uniforme da SS, le guardie non la identificheranno come una minaccia a meno che essa non si avvicini troppo, o esegua azioni sospette, come impugnare un'arma.
Le abilità di Violette possono essere aumentate trovando una serie di oggetti collezionabili nascosti nell'ambiente. Una volta che il giocatore raggiunge 1,000 punti esperienza, le sue abilità possono essere aumentate in una delle tre vie possibili: Se incrementare lo Stealth (furtività), Morfina o Forza.  Il giocatore può aumentare le abilità in base al proprio stile di gameplay.